# Municipio de San Antonio Sinicahua
El municipio de San Antonio Sinicahua (del náhuatl: sinacahua ‘Cabeza de las peñas’) es uno de los 570 municipios que conforman al estado mexicano de Oaxaca. Pertenece al distrito de Tlaxiaco, dentro de la región mixteca. Su cabecera es la localidad de San Antonio Sinicahua.

## Geografía
El municipio abarca 37.664 km² y se encuentra a una altitud promedio de 2100 m s. n. m., oscilando entre 2800 y 1800 m s. n. m.

## Demografía
De acuerdo al último censo, realizado por el INEGI en 2010, en el municipio habitan 1603 personas, repartidas entre 10 localidades.